# 春日温泉 (富山県)
春日温泉（かすがおんせん）は、富山県富山市春日に位置する温泉である。神通峡春日温泉とも言われる。

## 概要
神通川が作る峡谷である神通峡のほとりにある温泉郷で、春には温泉郷に桜が咲き、秋には紅葉が見える。
すぐ近くには、神三ダムがあり、堤防上で神通峡の展望が見られる。
大正初期の開湯で、開湯した豪農が菩薩からお告げを受けたという伝説がある。

## 歴史
- 1916年 - 春日鉱泉旅館が開業[2]。
- 1960年5月21日 - 旧春日鉱泉にてボーリング調査を開始[3]。
- 1961年5月14日 - 春日地内大林割109ｰ1にてボーリングに成功（308ｍ地点にて33.5℃、毎分80リットルの温泉が自噴）[4]。
- 1965年8月12日 - 富山県老人保養センター『春日荘』オープン[5][6]。
- 1969年4月2日 - 勤労者保養センター『越中』完成（鉄筋コンクリート造地下1階、地上3階建て、延床面積2,100m2）[7]。
- 1973年3月26日 - 将来的な温泉の枯渇に備えるため、新泉源の掘削に着手[8]。
- 1988年春 - ヘリコプターによる空中探査で、これまでの湯源から約250m離れた春日グラウンドの北端で新湯源が発見される[9]。
- 1989年6月 - 三号井の掘削成功[10]。
- 1990年4月11日 - 新源泉からの給湯式が完了[9]。
- 1995年7月1日 - 健康文化創造センター（仮称）に使用する湯源の掘削に成功（1994年10月末から掘削していた）[11]。

## 泉質
複数の湯井があり、現在使用されているのは3号井（深さ1,232m）と4号井（深さ1,500m）である。
- ナトリウム-炭酸水素塩-塩化物泉、アルカリ性食塩泉など（1997年時点）[13]→2024年時点ではいずれもナトリウム - 塩化物泉のみ使用[12]。
  - 弱塩味、無色透明
  - 泉温は44℃（3号井）、72.9℃（4号井）[12]
  - ph8.31（3号井）、7.12（4号井） [12]
  - 溶存物質 - 7,360mg/kg（3号井）、5,347mg/kg（4号井）[12]
  - 湧出量はいずれも動力揚水にて毎分60.0リットル（3号井）、93.0リットル（4号井）[12]

神経痛、リウマチ、切り傷、婦人病、胃腸炎、疲労回復などに効果がある。 ※いずれも効能はその効果を万人に保証するものではない。

## 温泉街
二つの宿泊施設と1つの保養施設がある。また、岩瀬スポーツ公園近くにある足湯もここの源泉を利用している。
宿泊施設
- リバーリトリート雅樂倶
- ゆ〜とりあ越中（『越中』を移転し[14]、1999年5月12日完成、同年6月3日開業、鉄筋コンクリート造7階建て延床面積約5,600m2、宿泊定員150人[15]）

保養施設
- 大沢野ウエルネスリゾート Windy（1995年12月25日着工[16]、1997年7月16日竣工[17]、2004年12月1日改修[18]）

かつては労働福祉共済会大沢野パレス、保養センター越中、富山県神通峡保養センター春日壮（2003年2月いっぱいで営業を終了し、同年3月に廃業）の3軒の公共の宿が存在していた。

## 交通アクセス
公共交通
富山地方鉄道バスの笹津春日温泉バス停で下車。
もしくはJR西日本高山本線の笹津駅で下車。
車
国道41号にほど近い位置に温泉郷がある。北陸自動車道の富山ICからは15km程度。